# Tonnidae
Ne doit pas être confondu avec Tornidae.
Famille
Synonymes
- Doliidae Latreille, 1825
- Galeodoliidae Sacco, 1891
- Macgillivrayiidae H. Adams & A. Adams, 1854

Les Tonnidae constituent une famille de mollusques de la classe des gastéropodes de l'ordre des Littorinimorpha.

## Historique
La famille des Tonnidae est décrite en 1913 par Henry Suter (en)

### Synonymes
- Doliidae Latreille, 1825[1]
- Galeodoliidae Sacco, 1891[1]
- Macgillivrayiidae H. Adams & A. Adams, 1854[1]

## Liste des genres
Selon World Register of Marine Species (10 décembre 2018) :
- genre Eudolium Dall, 1889
- genre Malea Valenciennes, 1832
- genre Tonna Brünnich, 1771

## Galerie

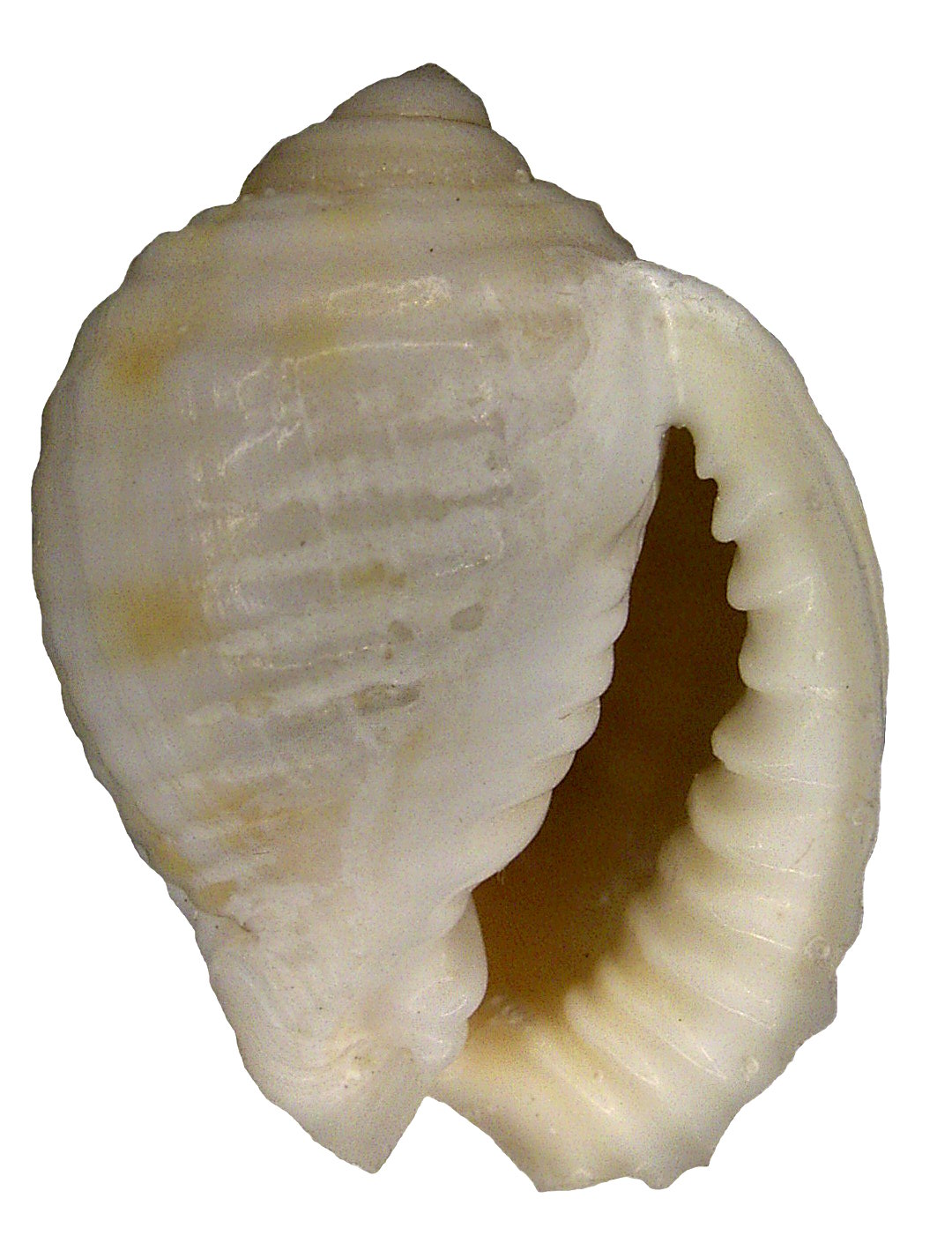
Malea pomum
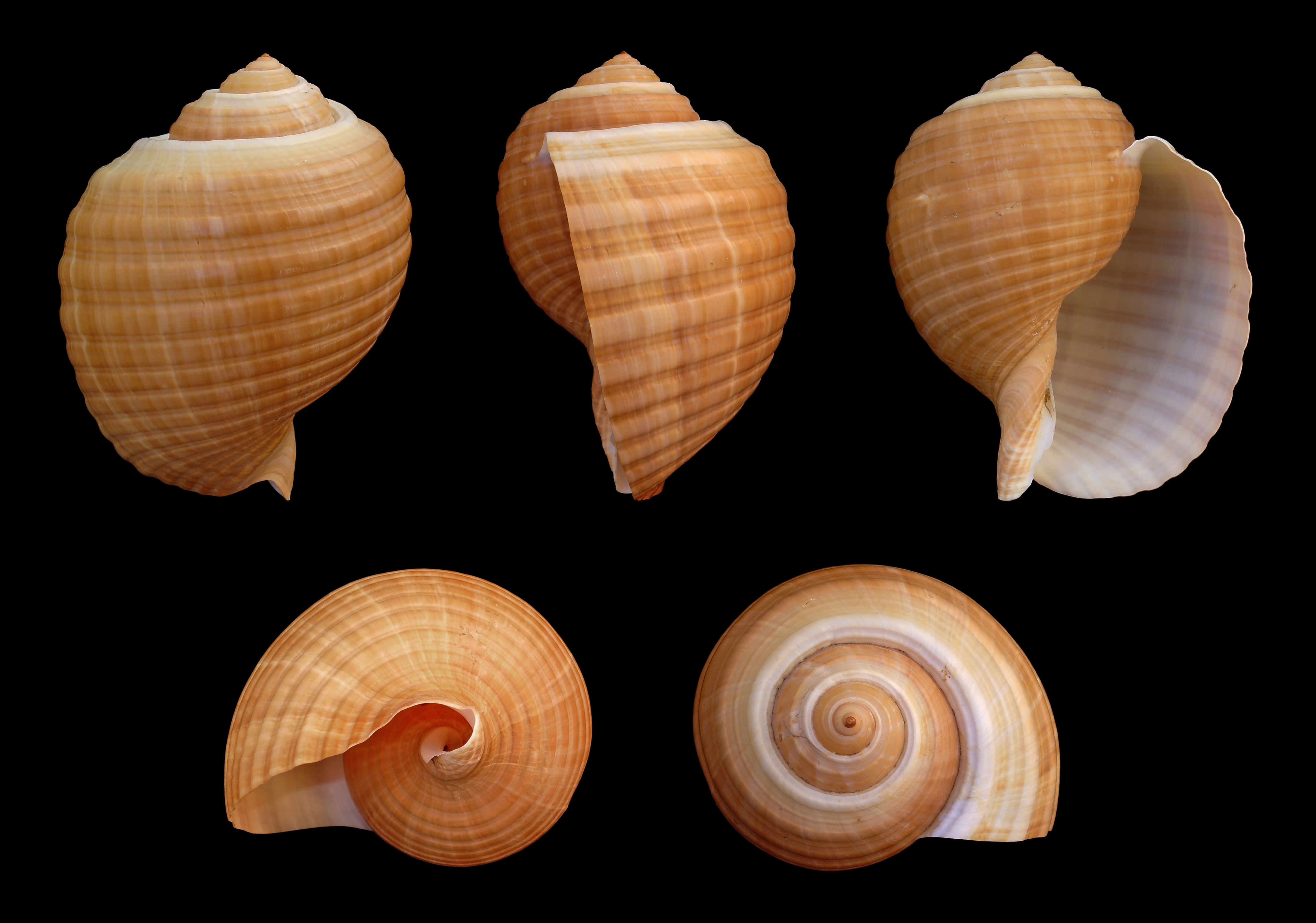
Tonna galea

## Publication originale
- Suter, 1913 : Manual of the New Zealand mollusca. pp. 1-1158 (texte intégral) (en).